# Cinchona barbacoensis
Cinchona barbacoensis är en måreväxtart som beskrevs av Gustav Karl Wilhelm Hermann Karsten. Cinchona barbacoensis ingår i släktet Cinchona och familjen måreväxter. Inga underarter finns listade i Catalogue of Life.